# Шкарубо, Валерий Фёдорович
Валерий Фёдорович Шкарубо (бел. Валерый Фёдаравіч Шкаруба; 10 декабря 1957, Борисов, Минская область — 19 ноября 2020, Минск) — белорусский художник-живописец, заслуженный деятель искусств Республики Беларусь (2014), лауреат Государственной премии Республики Беларусь (2003).

## Биография
Родился 10 декабря 1957 года в Борисове Минской области. Окончил среднюю школу № 16 в тогдашнем военном городке Лядище. Рисовать начал с четырёх лет, с семи лет начал посещать занятия в изостудии Борисовского Дома пионеров, куда ходил восемь лет, пренебрегая порой общеобразовательными предметами. В 1981 году окончил Белорусский государственный театрально-художественный институт. Участник республиканских и международных выставок с 1984 года.
С 1989 года — член Белорусского союза художников. Первая персональная выставка художника состоялась в 1991 году, спустя десять лет после окончания им Белорусского театрально-художественного института в минском Дворце искусств. Участвовал в международной художественной выставке La Biennale de Venezia (2005), в совместной выставке в Лондоне (2008), Пекине (2008).
Знаковым событием в жизни художника и города Борисова стало открытие в ноябре 2015 года в здании Борисовской центральной библиотеки постоянной экспозиции его работ — Галереи Валерия Шкарубо. Здесь представлено более трёх десятков его картин, подаренных художником родному городу.
Скончался от последствий коронавирусной инфекции. Похоронен на Восточном кладбище Минска.

## Творчество
Валерий Шкарубо практически всю свою творческую жизнь был верен одному жанру — пейзажу. В его работах, с одной стороны, сугубо реалистичных, с другой стороны, «остраненных» (от слова «странный»), Беларусь предстаёт загадочной и прекрасной.
Работы находятся в собрании Национального художественного музея Республики Беларусь.

### Выставки
персональные
- 1991 — Дворец искусств (Минск)
- 1997 — Национальный художественный музей Республики Беларусь (Минск; к 40-летию художника)
- 2002 — Галерея «EXMA» (Кальяри, Италия)
- 2004 — Рим, Аоста, Италия.
- 2005 — Дворец Медичи (Сан-Лео, Италия)
- 2005 — Галерея «Берман», (Турин, Италия)
- 2006 — Галерея «MITSUCOSHI» (Сэндай, Япония)
- 2006 — Дворец Хофбург (Вена, Австрия)

участие
- 1990 — Искусство Белоруссии (ООН, Нью-Йорк, США)
- 1999 — Вена, Линц, Австрия
- 2000 — Европарламент (Брюссель, Бельгия)
- 2000 — Галерея «Браманте» (Рим, Италия)
- 2001 — Музей искусств (Пекин, Китай)
- 2002 — Зал Кардена (Париж, Франция)
- 2003 — Бундесбанк (Лейпциг, Германия)
- 2004 — Дюссельдорф, Германия
- 2005 — 51-я Международная художественная выставка «La Biennale di Venezia» (Италия).

## Награды и признание
- Государственная премия Республики Беларусь (2003)[6].
- Медаль Франциска Скорины (2008).
- Заслуженный деятель искусств Республики Беларусь (2014).
- Орден Франциска Скорины (2020)[5].
- Почётный гражданин Минской области[4].